# Sillybiphora
Sillybiphora là một chi bướm đêm thuộc phân họ Olethreutinae trong họ Tortricidae.

## Các loài
- Sillybiphora devia Kuznetzov, 1964